# جائزة الأوسكار لأفضل أغنية أصلية
جائزة الأوسكار لأفضل أغنية أصلية (بالإنجليزية: Academy Award for Best Original Song)‏ هي واحدة من الجوائز التي تمنح سنوياً للأشخاص الذين يعملون في الصناعة السينما الجائزة تقدم من أكاديمية الفنون السينمائية والعلوم. سلمت الجائزة لأول مرة في حفل توزيع جوائز الاوسكار السابع.